# Горное убежище от летнего зноя

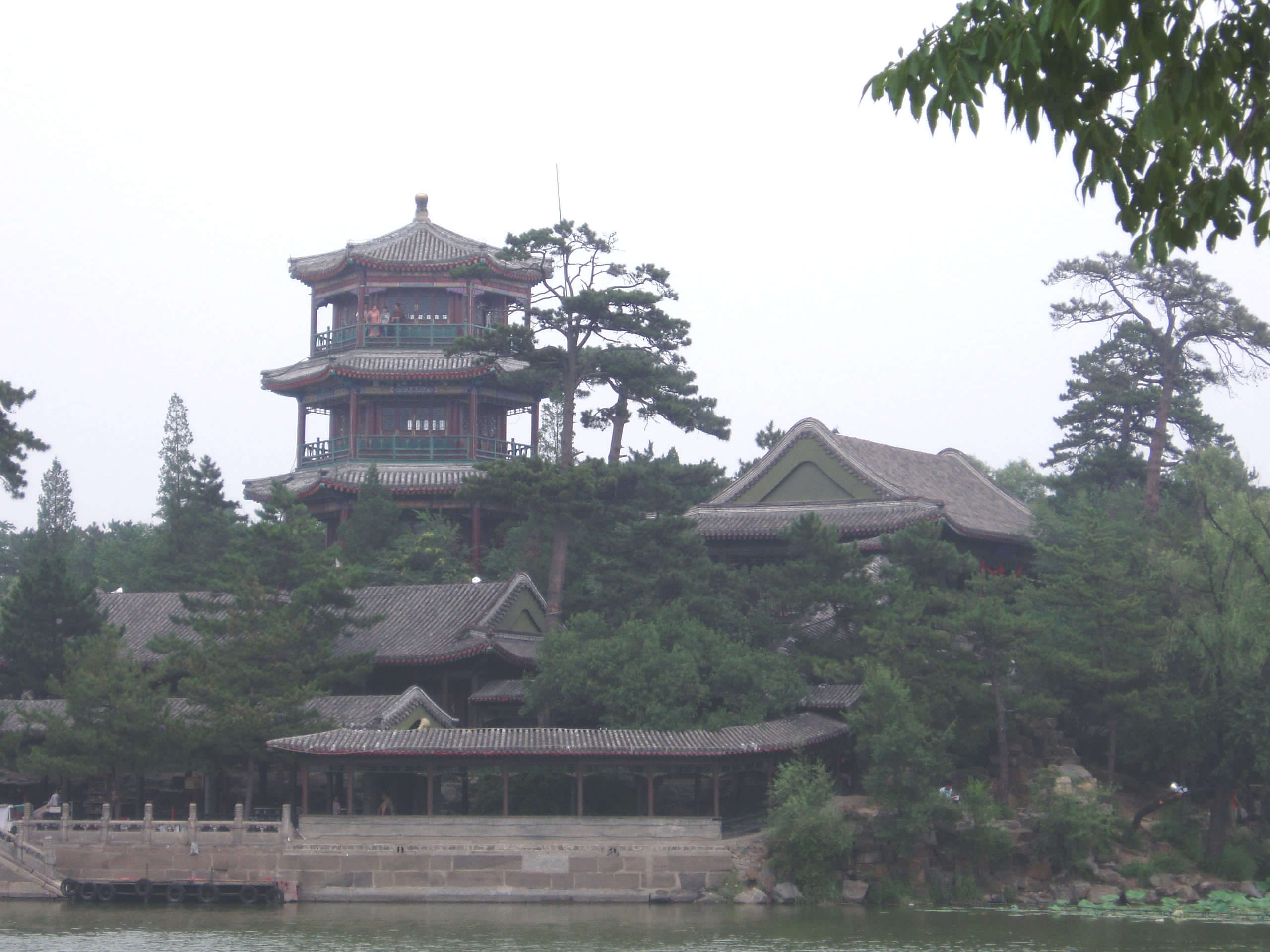
Вид на усадьбу манчжурских императоров в Чэндэ.

Горное пристанище от летнего зноя (кит. упр. 避暑山庄, пиньинь Bìshǔ Shānzhuāng, палл. Бишу шаньчжуан, маньчж. Halhūn be jailara gurung) — официальное наименование летней усадьбы китайских императоров династии Цин к северу от Пекина, в городском округе Чэндэ провинции Хэбэй. Входит в число памятников Всемирного наследия ЮНЕСКО.
Горное пристанище строилось в течение 89 лет, с 1703 по 1792 годы. На территории в 5,6 км², разделённой на двор официальных приёмов и частные покои императорского семейства, раскинулось немало дворцов и церемониальных сооружений, большинство из которых воспроизводит стили и ландшафты, характерные для различных уголков Цинской империи. Тем же стремлением к стилизации отмечены и прилегающие к императорскому саду храмовые комплексы, как, например, Путо — повторение тибетского дворца Потала.